# Liste der Monuments historiques in Mirecourt
Die Liste der Monuments historiques in Mirecourt führt die Monuments historiques in der französischen Gemeinde Mirecourt auf.

## Liste der Immobilien
| Bezeichnung                   | Beschreibung | Standort                            | Kennzeichnung | Schutzstatus | Datum | Bild           |
| ----------------------------- | --- | ----------------------------------- | ------------- | ------------ | ----- | -------------- |
| Theater                       | Theatersaal in der Kapelle des ehemaligen Klosters der Congrégation Notre-Dame, 1823, mit benachbartem Salon im ehemaligen Kapitelsaal | 7 place du Général de Gaulle (Lage) | PA00107326    | Classé       | 1989  |                |
| Brunnen                       | aus dem 17. Jahrhundert | Rue du Docteur Joyeux (Lage)        | PA00107207    | Inscrit      | 1984  |                |
| Pont Stanislas                | auch Pont Saint-Vincent; 1747 erbaut                                                                                                   | Rue Saint-Georges (Lage)            | PA00107205    | Inscrit      | 1982  |                |
| Brunnen                       | | Rue Chanzy (Lage)                   | PA00107206    | Classé       | 1927  |                |
| Kapelle von La Oultre         | um 1050 begonnen | Rue du Haut de Chaumont (Lage)      | PA00107202    | Inscrit      | 1982  | weitere Bilder |
| Kirche Nativité-de-Notre-Dame | um 1320 begonnen | Rue du Général Leclerc (Lage)       | PA00107203    | Classé       | 1985  | weitere Bilder |
| Markthalle                    | 1616/17 erbaut | Rue Chanzy (Lage)                   | PA00107204    | Classé       | 1913  | weitere Bilder |

## Liste der Objekte
| Bezeichnung                                                                   | Beschreibung                                                                       | Standort                                                   | Kennzeichnung | Schutzstatus | Datum     | Bild |
| ----------------------------------------------------------------------------- | ---------------------------------------------------------------------------------- | ---------------------------------------------------------- | ------------- | ------------ | --------- | ---- |
| Gemälde Anbetung der Könige                                                   | Ölfarbe auf Leinwand, erste Hälfte des 17. Jahrhunderts                            | in der Kirche Nativité-de-Notre-Dame (Lage)                | PM88000555    | Classé       | 1961      |      |
| Skulptur Madonna mit Kind                                                     | Holz, vergoldet, 18. Jahrhundert                                                   | in der Kapelle von La Oultre (Lage)                        | PM88000561    | Classé       | 1967      |      |
| Skulptur Auferstandener Christus                                              | Stein, 18. Jahrhundert                                                             | in der Kirche Nativité-de-Notre-Dame (Lage)                | PM88000571    | Classé       | 1982      |      |
| Gemälde Porträt von Céline Raquemel                                           | Ölfarbe auf Leinwand, Mitte des 19. Jahrhunderts                                   | im Hôpital du Val de Madon (Lage)                          | PM88001607    | Inscrit      | 2006      |      |
| Orgel                                                                         | Ensemble aus PM88000570 und PM88000569                                             | in der Kirche Nativité-de-Notre-Dame (Lage)                | PM88001146    | Classé       | 1981 1985 |      |
| Orgelempore und -prospekt                                                     | 1826 gebaut                                                                        | in der Kirche Nativité-de-Notre-Dame (Lage)                | PM88000569    | Classé       | 1985      |      |
| Instrumentalteil der Orgel                                                    | 1826 von Jean-Baptiste Gavot gebaut                                                | in der Kirche Nativité-de-Notre-Dame (Lage)                | PM88000570    | Classé       | 1981      |      |
| Walzenorgel                                                                   | Haupteintrag für PM88001048                                                        | im Maison de la Musique Mécanique et de la Dentelle (Lage) | PM88001147    | Classé       | 1990      |      |
| Instrumentalteil der Walzenorgel                                              | um 1840 von Claude Timothée gebaut                                                 | im Maison de la Musique Mécanique et de la Dentelle (Lage) | PM88001048    | Classé       | 1990      |      |
| Gemälde Porträt des heiligen Pierre Fourier                                   | Ölfarbe auf Leinwand, vergoldeter Holzrahmen, 18. Jahrhundert                      | in der Kirche Nativité-de-Notre-Dame (Lage)                | PM88001175    | Classé       | 2008      |      |
| Gemälde Predigt des heiligen Franz Xaver                                      | Ölfarbe auf Leinwand, vermutlich von Jean Le Clerc                                 | in der Kirche Nativité-de-Notre-Dame (Lage)                | PM88000558    | Classé       | 1961      |      |
| Skulptur Heiliger Nikolaus                                                    | mit Fragmenten eines Retabels; Holz, farbig gefasst und vergoldet, 18. Jahrhundert | in der Kapelle von La Oultre (Lage)                        | PM88000562    | Classé       | 1967      |      |
| Gemälde Unbefleckte Empfängnis                                                | Ölfarbe auf Leinwand, 1664 von Dominique Prot                                      | in der Kapelle von La Oultre (Lage)                        | PM88000564    | Classé       | 1967      |      |
| Gemälde Heiliger Amabilis                                                     | Ölfarbe auf Leinwand, 1708 von Nicolas Dubois                                      | in der Kapelle von La Oultre (Lage)                        | PM88000565    | Classé       | 1967      |      |
| Glocke                                                                        | Bronze, 1654 gegossen                                                              | im Hôpital du Val de Madon (Lage)                          | PM88000567    | Classé       | 1921      |      |
| Taufbecken                                                                    | Marmor, Holz, Schmiedeeisen, um 1608                                               | in der Kirche Nativité-de-Notre-Dame (Lage)                | PM88000553    | Classé       | 1912      |      |
| Gemälde Auferstehung                                                          | Ölfarbe auf Leinwand, 17. Jahrhundert, vermutlich von Étienne Gellée               | in der Kirche Nativité-de-Notre-Dame (Lage)                | PM88000557    | Classé       | 1961      |      |
| Pietà                                                                         | Stein, farbig gefasst, 15. oder 16. Jahrhundert                                    | in der Kapelle von La Oultre (Lage)                        | PM88000559    | Classé       | 1960      |      |
| Pietà                                                                         | Holz, 16. Jahrhundert                                                              | im Hôpital du Val de Madon (Lage)                          | PM88001603    | Inscrit      | 2006      |      |
| Taufkleid                                                                     | aus einer Albe umgearbeitet; geklöppelte Spitze, zwischen 1902 und 1966            | in der Kirche Nativité-de-Notre-Dame (Lage)                | PM88001608    | Inscrit      | 2006      |      |
| Skulptur Unterweisung Mariens                                                 | Holz, farbig gefasst und vergoldet, 18. Jahrhundert                                | in der Kirche Nativité-de-Notre-Dame (Lage)                | PM88001609    | Inscrit      | 1982      |      |
| Kirchenbänke                                                                  | Holz, 18. Jahrhundert, mit zahlreichen Inschriften                                 | in der Kirche Nativité-de-Notre-Dame (Lage)                | PM88001610    | Inscrit      | 1981      |      |
| Skulptur Heiliger Nikolaus                                                    | aus dem 18. Jahrhundert                                                            | im Pfarrhaus (Lage)                                        | PM88001613    | Inscrit      | 1984      |      |
| Gemälde Maria Immaculata                                                      | Ölfarbe auf Leinwand, vor 1851                                                     | im Hôpital du Val de Madon (Lage)                          | PM88001604    | Inscrit      | 2006      |      |
| Retabel                                                                       | Stein, 16. Jahrhundert                                                             | in der Kapelle von La Oultre (Lage)                        | PM88000563    | Classé       | 1967      |      |
| Grabstein für Jean und Nicolas des Pilliers                                   | Stein, bezeichnet 1476                                                             | in der Kapelle von La Oultre (Lage)                        | PM88000566    | Classé       | 1967      |      |
| Zwei Engelsskulpturen                                                         | Stein, 18. Jahrhundert                                                             | in der Kirche Nativité-de-Notre-Dame (Lage)                | PM88000572    | Classé       | 1982      |      |
| Gemälde Mariä Himmelfahrt                                                     | Ölfarbe auf Leinwand, 1622, vermutlich von Claude Deruet                           | in der Kirche Nativité-de-Notre-Dame (Lage)                | PM88000552    | Classé       | 1903      |      |
| Pietà                                                                         | Stein, farbig gefasst, um 1500                                                     | in der Kirche Nativité-de-Notre-Dame (Lage)                | PM88000554    | Classé       | 1961      |      |
| Gemälde Madonna mit Kind sowie Johannes dem Täufer und der heiligen Katharina | Ölfarbe auf Leinwand, erste Hälfte des 17. Jahrhunderts                            | in der Kirche Nativité-de-Notre-Dame (Lage)                | PM88000556    | Classé       | 1961      |      |
| Erinnerungstafel an eine Messstiftung                                         | Stein, 1484                                                                        | in der Kapelle von La Oultre (Lage)                        | PM88000560    | Classé       | 1967      |      |
| Kruzifix                                                                      | Holz, 16. Jahrhundert                                                              | in der Kapelle von La Oultre (Lage)                        | PM88000568    | Classé       | 1982      |      |
| Zwei Skulpturen: Glaube und Hoffnung                                          | Stein, 17. Jahrhundert                                                             | in der Kirche Nativité-de-Notre-Dame (Lage)                | PM88000573    | Classé       | 1982      |      |
| Gemälde Porträt eines Geistlichen                                             | Ölfarbe auf Leinwand, 18. Jahrhundert                                              | im Hôpital du Val de Madon (Lage)                          | PM88001605    | Inscrit      | 2006      |      |
| Gemälde Porträt eines Stifters                                                | Ölfarbe auf Leinwand, um 1830                                                      | im Hôpital du Val de Madon (Lage)                          | PM88001606    | Inscrit      | 2006      |      |
| Monstranz Le grand Melchisédech                                               | mit Etui; Silber, vergoldet, Glas, 18. Jahrhundert                                 | in der Kirche Nativité-de-Notre-Dame (Lage)                | PM88001182    | Classé       | 2008      |      |